# Anna Alexandrovna Vyrubovová
Anna Alexandrovna Vyrubovová (rusky Анна Александровна Вырубова, 16. července 1884, Oranienbaum – 20. července 1964, Helsinky) byla ruská šlechtična z rodu Tanějevových, dvorní dáma a nejlepší přítelkyně poslední ruské carevny Alexandry Fjodorovny.

## Život
Narodila se v roce 1884 ve městě Oranienbaum (dnes součást Petrohradu) Alexandru Sergejeviči Tanějevovi a jeho manželce Naděždě Illarionovně, rozené Tolsté. Měla dva mladší bratry Sergeje a Alexandra.

### Manželství
Několik dní před uskutečněním obřadu v roce 1907 ji Grigorij Rasputin varoval, že plánovaný sňatek s Alexandrem Vasilijevičem Vyrubovem nepovede ke štěstí. Anna se přesto za psychicky labilního Vyrubova provdala. Její manžel měl sexuální úchylky, které se dotýkaly i Anny. Jejich manželství trvalo pouze jeden a půl roku. Později, při výslechu její matka prozradila, že Alexandr byl neplodný.

## Vztah s carevnou a Rasputinem
Po smrti Ioanna Kronštadtského, arcikněze chrámu v Kronštadtu, kterého uctívalo celé Rusko, díky léčivým účinkům jeho modliteb (vyléčil i Annu), přišel na jeho místo tajuplný Grigorij Rasputin. Anna věřila v jeho jedinečné léčitelské schopnosti a v to, že dokáže navázat spojení s Bohem. V říjnu roku 1912 se nemoc careviče Alexeje zhoršila natolik, že došlo k poslednímu pomazání. Zoufalá carevna se obrátila na Annu. Ta poprvé povolala Rasputina do Carského Sela. Od této chvíle po dlouhou dobu sloužila jako zprostředkovatel mezi carevnou a Rasputinem. Roku 1912 Anna obdržela telegram, že Rasputin byl pobodán Chionijí Gusevovou a leží v ťumeňské nemocnici. Z jeho obav kvůli následkům první světové války Anna opět vymyslela, jak se setkat. Rasputin se stal carevniným hlavním rádcem. Scházeli se téměř denně v Annině domě.

## Působení za první světové války

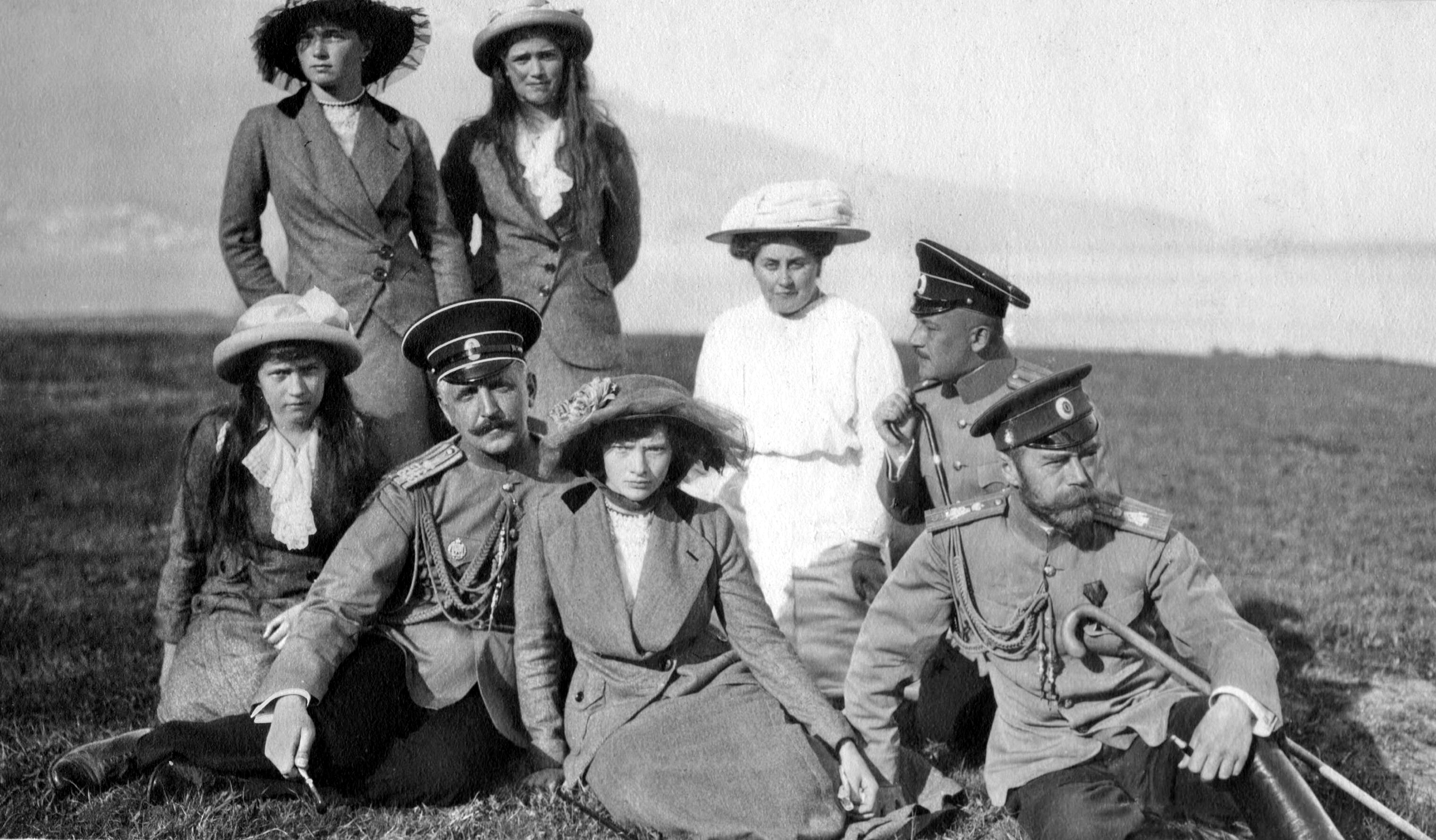
Anna Vyrubovová (v bílém) s carskou rodinou, zleva nahoře: velkokněžny Olga, Marie, dole Anastázie, Taťána a zcela vpravo car Mikuláš II. Rok 1914

Působila jako sestra v Červeném kříži, společně s carevnou a jejími nejstaršími dcerami Olgou a Taťánou. V lednu roku 1915 utrpěla četná zranění během železničního neštěstí na cestě z Petrohradu do Carského Sela. Později za odškodné od železniční společnosti nechala vybudovat nemocnici a plánovala postavit i kostel. V pátek 16. prosince roku 1916 ve večerních hodinách se naposledy setkala s Rasputinem. Dala mu malou ikonku s datem a podpisy carevny a jejích dcer. Sdělil jí, že se chystá navštívit palác Felixe Jusupova a shledat se s jeho ženou. Té noci byl zavražděn.

## Po smrti Rasputina a carské rodiny
21. března v roce 1917 byla zatčena bolševiky a pět měsíců držena ve vězení. Před odchodem z hlavního města se seznámila s Maximem Gorkým, který ji přiměl sepsat paměti. V nich vypráví, jak potkala staré přátele, kteří ji pomohli uprchnout. Právě Anna věděla nejvíce o životě carské rodiny a vztahu Rasputina k carevně, ale ne všechny informace v jejích pamětech byly pravdivé. Roku 1927, při výročí pádu carského režimu, začaly vycházet úryvky z Annina deníku, které obsahovaly intimní podrobnosti ze života Carského Sela. Později bylo zjištěno, že se jednalo o falzifikát, za jehož autory byli považování Alexej Nikolajevič Tolstoj a Pavel Ščogolev.
Zbytek svého života strávila ve Vyborgu a v Helsinkách. Zemřela roku 1964 ve svých 80 letech. Byla poslední žijící osoba z Rasputinových blízkých.